# Jazovir Christo Smirnenski
jazovir Christo Smirnenski (bulgariska: Язовир Христо Смирненски) är en reservoar i Bulgarien.   Den ligger i regionen Montana, i den nordvästra delen av landet, 100 km norr om huvudstaden Sofia. jazovir Christo Smirnenski ligger 152 meter över havet.
Trakten runt jazovir Christo Smirnenski består till största delen av jordbruksmark. Runt jazovir Christo Smirnenski är det ganska tätbefolkat, med 86 invånare per kvadratkilometer.